# Nurishi Ryo
Ryo Nurishi (sinh ngày 1 tháng 5 năm 1986) là một cầu thủ bóng đá người Nhật Bản.

## Sự nghiệp câu lạc bộ
Ryo Nurishi đã từng chơi cho Tokyo Verdy và Okinawa Kariyushi FC.